# Mompha grandisella
Mompha grandisella é uma espécie de mariposa do gênero Mompha pertencente à família Coleophoridae.